# Tylžský sýr

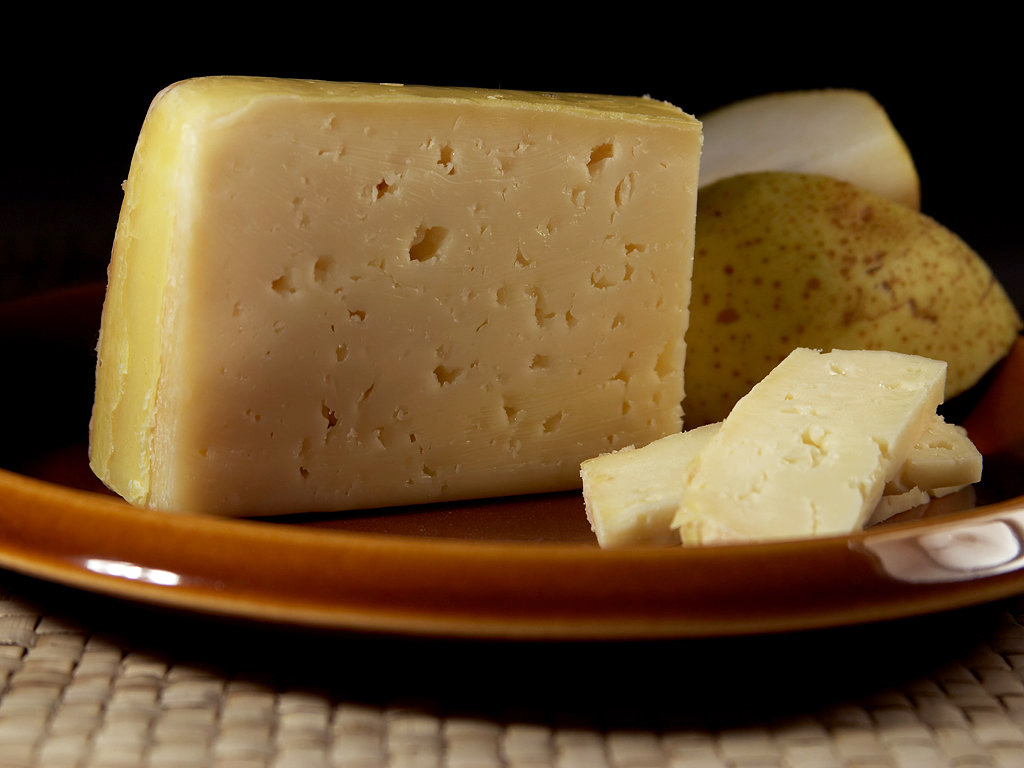
Tylžský sýr

Tylžský sýr (Tilsiter) je druh polotvrdého sýra, pocházející z východopruského města Tilsit (česky Tylže, od roku 1946 Sovětsk). Sýr začali vyrábět v 18. století mennonitští přistěhovalci z Nizozemska jako náhražku goudy uzpůsobenou místním podmínkám (podle jiné verze byla prvním výrobcem rodina Westphalových, pocházející ze Švýcarska). Receptura se postupně rozšířila do světa: od roku 1893 se začal v kantonu Thurgau dělat Schweizer Tilsiter, který v roce 1993 obdržel chráněnou značku původu, v Holštýnsku existuje Holsteiner Tilsiter, podobným typem sýra je i dánský esrom a havarti, polský tylżycki nebo slovenský Volovec. Na ruském území se vyrábí sovětskij syr, který je úpravou původního receptu, blížící se strukturou a chutí spíše ementálu.

## Výroba
Tylžský sýr se vyrábí z pasterizovaného i nepasterizovaného kravského mléka, má obsahovat třicet až šedesát procent tuku. Vyznačuje se na řezu světlou barvou a množstvím nepravidelných drobných otvorů, na dotyk je pružný. Na povrchu je pokryt načervenalým mazem obsahujícím bakterie Brevibacterium linens usnadňující zrání, které by mělo trvat nejméně dva měsíce. Skladuje se v kolech nebo hranatých blocích o váze okolo 4 kg, zabalených ve staniolu. Má máslovou až pikantní, lehce nakyslou chuť, používá se do sendvičů s tmavým chlebem, nákypů, fondue i na zapékání. Základní recept pro výrobu sýra je možno obměnit přidáním různých bylinek a koření.